# Constantina (Spagna)
Constantina è un comune spagnolo di 6 840 abitanti situato nella comunità autonoma dell'Andalusia.